# Thétis, Capitale de l'Europe
 (février 2020).
Thétis est un projet d'architecture et d'urbanisme conçu en 1972.

## L'origine
En 1972, Pierre-André Martin, jeune architecte, conçoit ce projet d'architecture et d'urbanisme,.
Thétis se situerait sur les bords de la Méditerranée, près de Narbonne. L'idée est de concevoir une Cité Nouvelle, repensée en accord avec la Nature, les Hommes et la qualité de vie.

## Le concept
Thétis est organisé autour de 3 axes : Centre de loisirs, Centre politique et Centre culturel.
Ces trois Centres cohabitent et chacun d'entre-eux a sa propre fonction :

### Centre de loisirs
Il est composé d'un club nautique, un espace de variétés et cirque, des casinos et jeux, un musée océanographique et des hôtels.

### Centre politique
Dédié aux administrations et aux affaires, il intègre des bureaux, restaurants, auditorium, halls d'exposition, ainsi que les Ministères.

### Centre culturel
Cette partie regroupe les administrations ainsi que des espaces consacrés aux sciences, lettres, droit, beaux-arts, musique, cinéma, artisanat et des pavillons d'exposition.

## Le cœur de la Cité
La tour de 750 mètres érigée au cœur de Thétis est une immense flèche de verre, avec un socle en étoile de mer qui forme le Centre politique. En son sein, des pavillons d'exposition, des bureaux et des lieux conviviaux pour les amateurs de culture (théâtre, cinéma...).
Chacun des Centres est relié à la Tour centrale par des systèmes de tapis roulants, monorails et artères piétonnes. Aucune voiture ne circulent au sein de Thétis, des parkings souterrains sont à disposition des usagers, et cela rend la ville calme, silencieuse et non polluée.

## La Nature mise en avant
Thétis se veut également avant-gardiste en matière d'écologie. Des plans d'eau, des jardins suspendus, une végétation présente partout, sur les balcons, les toits, les parcs. La structure est pensée pour la nature, par la nature, avec la nature, et met en lien l'homme avec celle-ci afin qu'il la protège.